# 惡魔城 (遊戲)
《惡魔城》（又译作）是日本科樂美集團下遊戲部門所開發的平台動作遊戲，於1986年9月26日在FC磁碟機平台上發售。本作後來的故事骨幹後來延伸到其他主機上，比較著名的是大型電玩《鬧鬼之城》（Haunted Castle）、《超級惡魔城IV》（Super Castlevania IV，此為超任版同名作品之英譯）、X68000上出的同名作品，及後來出在PlayStation上、以X68000版為基礎的《惡魔城年代記》（Castlevania Chronicles）。

## 故事
西元1691年，在中世紀歐洲的一個和平小國『特兰西瓦尼亚』地區，德古拉在上次被打倒的一百年後，被心智邪惡的邪教徒藉由黑彌撒儀式（x68000版像是捏爆一顆從人取下來的新鮮心臟，將血灑到德古拉的棺材）而復活，身為偉大的滅魔名族之後，西蒙·貝爾蒙多（シモン‧ベルモンド，Simon Belmont）再次拿起家族傳承的聖鞭「吸血鬼殺手」（ヴァンパイアキラー，Vampire Killer）。最後他再次打倒德古拉。德古拉卻在被太陽光照到化為灰之前，對西蒙下了一個詛咒…。

## 遊戲系統
玩家扮演西蒙使用鞭子攻擊敵人，擊破路途中的蠟燭會掉落副武器和愛心，愛心數量會影響使用副武器的次數。

## 外部連結
- 悪魔城ドラキュラシリーズ総合サイト （页面存档备份，存于）KONAMI（日語）